# Swami Records
Swami Records est un label musical indépendant basé à San Diego. Swami produit surtout des groupes et artistes de la scène punk rock, indie rock, garage punk et garage rock. Le label a été fondé en 2000 par John Reis, le chanteur et fondateur de Rocket from the Crypt.
Reis a sa propre émission de radio "Swami Sound System" (sur la station 94,9FM KBZT à San Diego) où il diffuse les groupes de Swami Rds.

## Artistes
- Beehive & The Barracudas
- CPC Gangbangs
- Crime
- Dan Sartain
- Demolition Doll Rods
- Drive Like Jehu
- The Husbands
- Hot Snakes
- The Heartaches
- The Marked Men
- The Penetrators
- Pitchfork
- Rocket From the Crypt
- Sultans
- Testors
- Tourettes Lautrec